# کابینه مدال‌ها
کابینه مدال‌ها (به فرانسوی: Cabinet des Médailles)، که رسماً به نام دپارتمان سکه، مدال و اشیا عتیقه کتابخانه ملی فرانسه (به فرانسوی: Département des Monnaies, Médailles et Antiques de la Bibliothèque nationale de France) شناخته می‌شود، دپارتمانی وابسته به کتابخانه ملی فرانسه در پاریس است. در این دپارتمان مجموعه‌هایی از سکه‌ها، سنگ‌های قلم‌زنی‌شده و آثار باستانی نگه‌داری می‌شود. تندیس والرین و شاپور یکم از دارایی‌های شناخته‌شدهٔ کابینه مدال‌هاست.

## نگارخانه

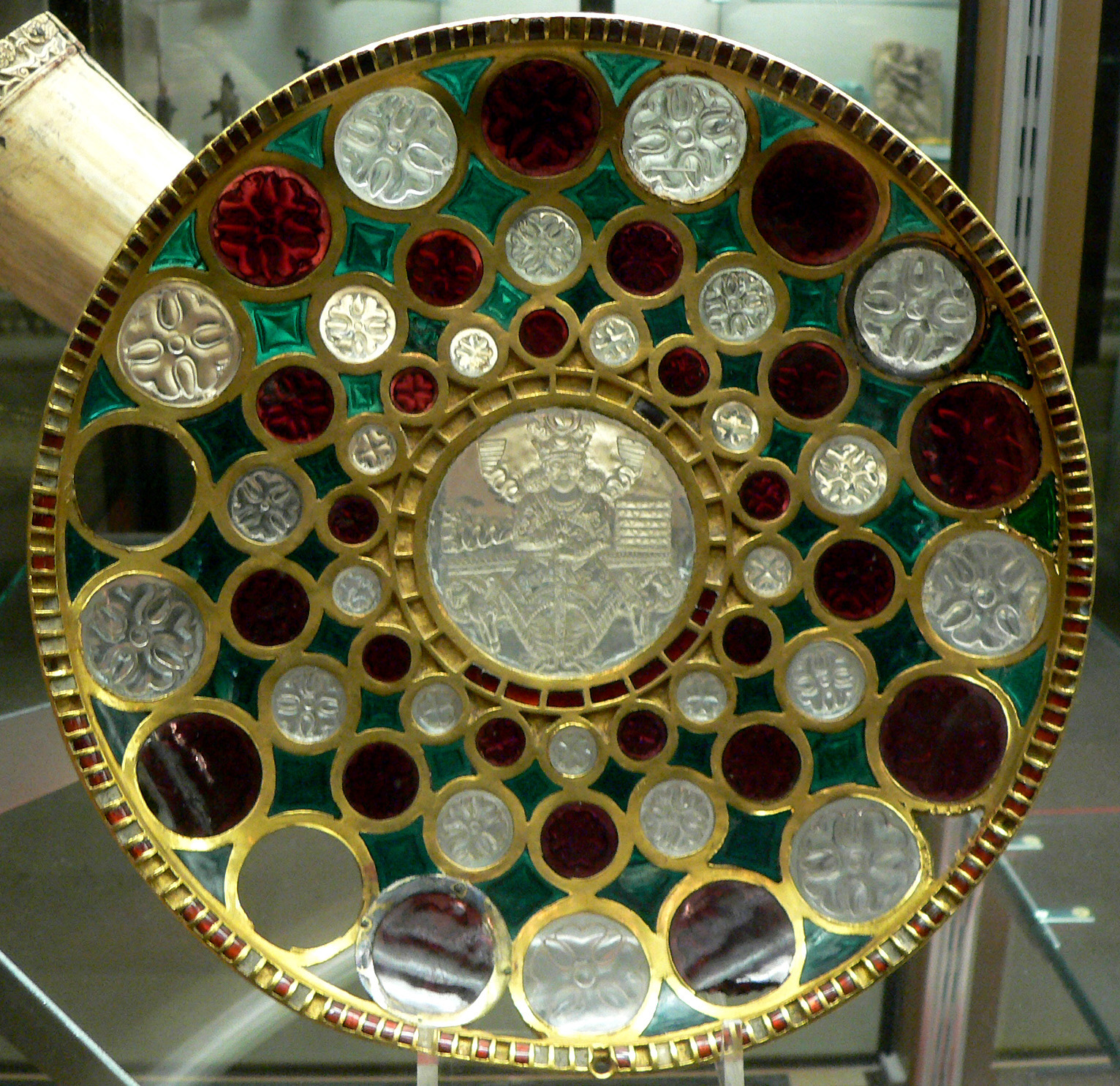
بشقاب زینتی ساسانی با نقش‌های درفش کاویانی و انوشه‌روان دادگر در میانه آن
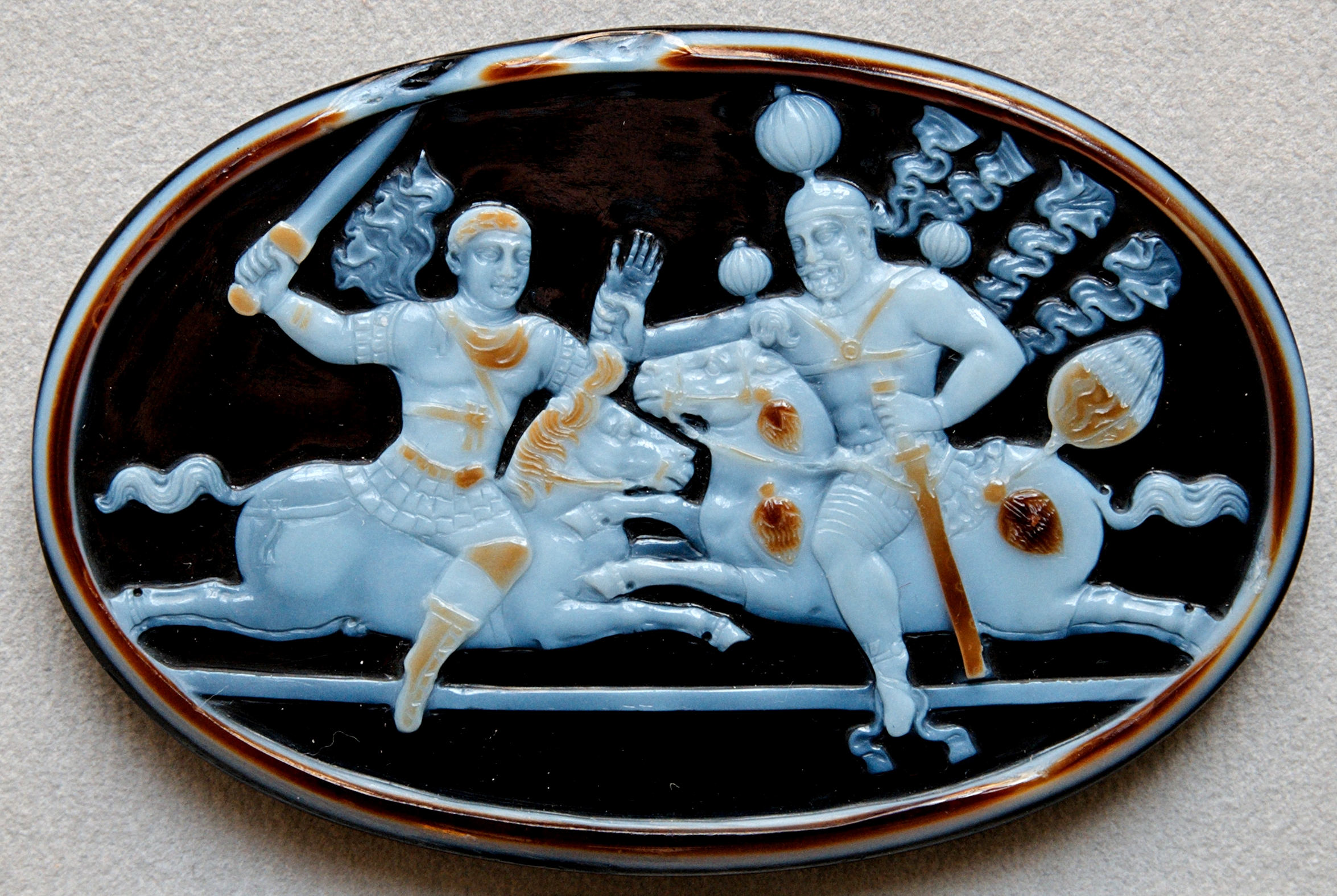
مُهر رومی والرین و شاپور یکم در کابینه مدال‌ها